# Monologion
El Monologion ("Monólogo") es un ensayo de teología que el monje y filósofo cristiano Anselmo de Canterbury escribió en 1076 . 
El texto, que es el primer trabajo filosófico escrito por Anselmo, se enfoca en el análisis de los atributos divinos y en el problema de la prueba de la existencia de Dios, no mediante argumentos a priori (es decir, basado en una definición de divinidad, a su vez, basada en la fe en la revelación contenida en la Biblia ), pero más bien con argumentos a posteriori (es decir, basados en evidencia de mundo sensible y desarrollado por procedimientos racionales).

## Método
El Monologion fue escrito en el período en que Anselmo era prior en la abadía benedictina de Notre - Dame du Bec, a pedido de sus discípulos: de hecho, ellos tienen, según lo informado por el propio Anselmo en el prólogo del trabajo, pidieron a su maestro que produjeran una reflexión sobre el problema de la existencia de Dios, que se construiría sobre una base estrictamente racional. El objetivo era demostrar la existencia de Dios no confiando en las verdades reveladas sino, por el contrario, basadas en argumentos lógicos y necesarios, accesibles para todos. La idea de la experiencia literaria de Anselmo era, por lo tanto, reconstruir el monólogo interno (de ahí el título) de un hombre que, al ignorar o ser escéptico sobre el contenido de la Biblia, reflexionaría sobre algunas de las propiedades de la realidad sensible, y descubrir que, necesariamente, existe una entidad con todas las características del Dios de la revelación cristiana.

## Pruebas principales
La primera idea principal se deriva de la observación de que cuando uno quiere algo que es siempre un bien. A partir de esta observación, deduce que, por lo tanto, el bien debe existir, ya que es el objeto de toda aspiración. Finalmente, deduce que debe haber un bien supremo que sería propiedad de todos los bienes comunes. Este bien supremo sería Dios . 
Se imagina, por lo tanto, que, de la misma manera que el bien, existe para todas las cosas una grandeza cualitativa, y por lo tanto llega a la misma conclusión que antes; debe existir una grandeza en sí misma, común a todas las magnitudes particulares, es para decir Dios 
Para continuar, varía un poco al enfocarse en la esencia. Se imagina que todo existe, porque de otra cosa en comparación con otro, de lo contrario no habría ninguna. Sin embargo, para no caer en una regresión infinita, debe haber habido algo engendrado por sí mismo. Y de nuevo, según Anselmo, esta cosa que puede ser simplemente por uno mismo es Dios. 
Para cerrar su argumento, Anselmo propone que para cada juicio cualitativo hay un grado de perfección, que se decide a partir de una jerarquía de valores. Por lo tanto, cada jerarquía de valores debe basarse en una referencia perfecta, con la cual se juzga el resto. Y esa referencia perfecta es Dios. 
Así vemos aquí en las pruebas de Anselmo una visión del mundo platónico, considerando que existe Dios, la norma de todas las cosas, donde Platón vio el mundo de las ideas. 

## Críticas
Anselmo fue criticado por su Monologion desde la Edad Media, de hecho, Pierre de Jean Olivi ya criticaba su premisa principal, es decir, el realismo de las esencias. Por ejemplo, tomemos el juicio de un tribunal, si es cierto que entre todos los juicios hay algo en común, que es la justicia, es posible que no sea común solo en razón y no físicamente. Pierre de Jean Olivi dijo que le parecía extraño que las cosas blancas recibieran su blancura de una verdadera cosa blanca. 
Después de la Edad Media, continuamos mostrando cuáles eran las dos debilidades del razonamiento de Anselmo. La primera (la destacada por Pierre de Jean Olivi) se llama hoy teoría de la participación. Esta teoría sigue el principio platónico de que en cada orden de realidad hay un primero que es por sí mismo y por el cual todos los demás están inspirados. La segunda debilidad es que la teoría de Anselmo se mantiene solo si el pensamiento corresponde a la realidad. Es necesario que para cada cosa que uno piensa (intellectus) corresponda algo (res). 

## Influencias
Tomás de Aquino en la siglo XIII, había desafiado la validez de las pruebas del Proslogion pero retomó los argumentos contenidos en el Monologion en su propia demostración de la existencia de Dios.